# Campeonato Metropolitano de 1968 (Argentina)
O Campeonato Metropolitano de 1968 foi o primeiro dos dois torneios jogados nesse ano, esta competição deu início a trigésima oitava temporada da era profissional da Primeira Divisão do futebol argentino, que foi finalizada com a disputa do Campeonato Nacional no segundo semestre de 1968. O certame foi disputado entre 3 de março e 23 de dezembro de 1968, e foi vencido pelo San Lorenzo, que sagrou-se campeão argentino pela oitava vez.
A competição foi disputada em dois grupos classificatórios, cada um com a metade das equipes participantes,  através do sistema de todos contra todos, além de uma partida inter-zonal por rodada, em dois turnos de ida e volta, e um quadrangular final por eliminação direta, no qual disputara-se as semifinais entre o dois primeiros colocados de cada grupo, e a final entre os respectivos vencedores, em uma única partida em campo neutro.

## Participantes
| Equipe             | Cidade          |
| ------------------ | --------------- |
| Argentinos Juniors | Buenos Aires    |
| Atlanta            | Buenos Aires    |
| Banfield           | Banfield        |
| Boca Juniors       | Buenos Aires    |
| Chacarita Juniors  | Villa Maipú     |
| Colón              | Santa Fé        |
| Estudiantes        | La Plata        |
| Ferro Carril Oeste | Buenos Aires    |
| Gimnasia y Esgrima | La Plata        |
| Huracán            | Buenos Aires    |
| Independiente      | Avellaneda      |
| Lanús              | Lanús           |
| Los Andes          | Lomas de Zamora |
| Newell's Old Boys  | Rosário         |
| Platense           | Buenos Aires    |
| Quilmes            | Quilmes         |
| Racing Club        | Avellaneda      |
| River Plate        | Buenos Aires    |
| Rosario Central    | Rosário         |
| San Lorenzo        | Buenos Aires    |
| Tigre              | Victoria        |
| Vélez Sarsfield    | Buenos Aires    |

## Premiação
| Campeonato Metropolitano de 1968 |
| -------------------------------- |
| San Lorenzo Campeão (8° título)  |

## Goleadores
| Jogador | Jogador         | Gols | Equipe          |
| ------- | --------------- | ---- | --------------- |
|         | Alfredo Obberti | 13   | Los Andes       |
|         | Rodolfo Fischer | 12   | San Lorenzo     |
|         | Eduardo Flores  | 11   | Estudiantes     |
|         | Jorge Pérez     | 11   | Vélez Sarsfield |
|         | Héctor Yazalde  | 11   | Independiente   |